# Závada (powiat Opawa)
Závada – wieś w Czechach, w kraju morawsko-śląskim, w okresie Opawa. Według danych z dnia 1 stycznia 2012 liczyła 579 mieszkańców.
Pierwsza wzmianka pisemna o wsi pochodzi w 1349 pod zniemczoną nazwą Zabad, kiedy to należała do księstwa raciborsko-opawskiego. Miejscowość leży w tzw. ziemi hulczyńskiej, po wojnach śląskich należącej do Królestwa Prus (w powiecie raciborskim), w 1920 przyłączonym (wbrew woli mieszkańców, Morawców) do Czechosłowacji.